# Матчи мужской сборной России по волейболу 2013
В сезоне 2013 года сборная России под руководством Андрея Воронкова приняла участие в трёх официальных турнирах, стала победителем Мировой лиги и чемпионата Европы, а также заняла 2-е место на Всемирном Кубке чемпионов.

## Хроника сезона
29 марта 2013 года новым главным тренером сборной России был назначен Андрей Воронков. 45-летний наставник новосибирского «Локомотива» сменил у руля главной команды Владимира Алекно, под руководством которого она завоевала золото на Олимпийских играх в Лондоне. 20 мая на базе в подмосковном Новогорске сборная России начала подготовку к новому сезону, 1 и 2 июня встретилась в Москве в товарищеских матчах со сборной Бразилии, а 4 июня вылетела в Калининград на стартовые матчи Мировой лиги.
По сравнению с прошлым сезоном команда начинала выступления в Мировой лиге в сильно обновлённом составе — объявил о завершении карьеры в сборной Сергей Тетюхин, по индивидуальным программам восстанавливались после клубного сезона его партнёры по золотой команде Максим Михайлов, Александр Бутько, Тарас Хтей, Юрий Бережко и остававшийся вне игры после Олимпиады в Лондоне Александр Волков, не получили вызова от Воронкова либеро Алексей Обмочаев и Александр Соколов. Среди игроков, ранее уже выступавших за сборную и закрепившихся в команде образца 2013 года, необходимо отметить доигровщиков Евгения Сивожелеза и Алексея Спиридонова, связующего Сергея Макарова и либеро Алексея Вербова, а дебютантами в официальных матчах сборной стали блокирующие Андрей Ащев и Артём Вольвич, связующий Сергей Антипкин, диагональный Николай Павлов и доигровщик Илья Жилин. После первых игр Мировой лиги с Ираном Андрей Воронков отпустил Сергея Антипкина в студенческую сборную для подготовке к выступлению на Универсиаде в Казани и вызвал в команду Сергея Гранкина. Тогда же из-за травмы выбыл на шесть матчей Дмитрий Мусэрский.
Сборная России начала выступления в Мировой лиге с четырёх побед подряд, обыграв в Калининграде команды Ирана и Сербии, но затем растеряла довольно много очков и при определённых раскладах могла не попасть в «Финал шести». Первые неприятности российской сборной доставили итальянцы — первый матч в Сургуте они выиграли со счётом 3:1, а во втором, уступая со счётом 0:2 в матче и 19:24 в третьей партии, смогли не только уйти от поражения 0:3, но и довести дело до пятого сета, в котором всё же проиграли. Далее в серии выездных матчей сборная России в Гаване и Франкфурте обменялась победами со сборными Кубы и Германии. К играм с немцами в команду вернулся Дмитрий Мусэрский, однако из-за отъезда Дмитрия Ильиных, Максима Жигалова и Артёма Вольвича на Универсиаду, заявка сборной состояла только из 11 волейболистов. В обеих играх сборная России отыгрывалась со счёта 0:2 по партиям, а вырванная «бундестим» победа на тай-брейке второго матча (18:16) оставила ей шансы на выход в «Финал шести», однако справиться с довольно сложной задачей — набрать 6 очков на выезде против сборной Ирана и сместить на третье место в группе сборную России — немцы не смогли.
К «Финалу шести» вернулся Максим Михайлов, но из-за того, что к работе он приступил лишь за неделю до старта финального раунда, функциональное состояние самого результативного игрока лондонской Олимпиады было неидеальным и основную нагрузку в нападении продолжал нести Николай Павлов. Первый матч в Мар-дель-Плате между сборными России и Бразилии имел важнейшее значение для определения полуфиналистов турнира. Подопечные Андрея Воронкова после внушительной победы в первой партии (25:17), проиграли в концовках в двух следующих сетах. Вернуть инициативу сборной России и выиграть матч помогли произведённые тренером замены — вместо Сергея Макарова вышел пасовать Сергей Гранкин, а Евгения Сивожелеза удачно заменил Илья Жилин, обрушивший на бразильцев серию силовых подач. Самый результативный матч в сезоне провёл Николай Павлов, заработавший 27 очков. На следующий день россияне, оставившие в игре с бразильцами много сил и эмоций, проиграли сборной Канады, но одного полагающегося за поражение 2:3 турнирного очка хватило для выхода из группы в полуфинал.
В полуфинале российская команда снова встретилась со сборной Италии. Команда Андрея Воронкова имела все основания завершить матч со счётом 3:0 — первую партию россияне выиграли разгромно (25:12), по ходу второй уступали «-5», но тоже добились победы, а в третьей имели, но не реализовали два матчбола. Однако сценарий сургутского матча с тем же соперником не повторился — в четвёртой партии сборная Италии постоянно уступала и даже удаление при счёте 17:21 до конца сета за слишком эмоциональное поведение Алексея Спиридонова «Скуадре Адзурре» не помогло. В финальном матче россияне встретились с извечным соперником — сборной Бразилии. «Канариньос» начали первую партию рывком — 5:0, но растеряли всё своё преимущество уже к первому техническому тайм-ауту, а в дальнейшем не получили ни одного шанса на успех. Во втором и третьем сетах южноамериканцам удавалось добраться только до отметки в 19 выигранных очков. По окончании матча Николай Павлов был награждён призом самому ценному игроку турнира, Дмитрий Мусэрский включён в символическую сборную, а бразильский тренер Бернардиньо заявил, что «Россия — это фабрика по производству игроков».
В рамках подготовки к чемпионату Европы сборная России провела трёхнедельный сбор на базе «Волей Град», в конце августа вернулась в Москву и провела в закрытом режиме три контрольные встречи с Ираном. В сентябре национальная команда приняла участие на Мемориале Вагнера в Польше, заняв 2-е место, а также сыграла два товарищеских матча со сборной Словакии.
В заявке сборной России на чемпионат Европы не было новых игроков и, более того, стартовый состав во всех матчах чемпионата, как и на большинстве игр «Финала шести» Мировой лиги был одинаков: Сергей Гранкин — Николай Павлов в диагонали, Алексей Спиридонов и Евгений Сивожелез в доигровке, Николай Апаликов и Дмитрий Мусэрский в центре сетки, а на позиции либеро в основном играл Алексей Вербов. Путь к первым в своей истории золотым медалям чемпионата Европы сборная начала с сокрушительного поражения от немцев, но сделав из него правильные выводы, в дальнейшем осечек не допускала. Заняв после побед над чехами и болгарами второе место в группе, россияне в 1/8 финала уверенно переиграли словаков. В четвертьфинале команда Воронкова выдержала самое трудное испытание. В матче со сборной Франции команды, поочерёдно демонстрируя свою лучшую игру завершили две первых партии со счётом 25:17 в ту и другую сторону, а в третьей повели тягучую борьбу за инициативу. Сборная России, в составе которой Евгения Сивожелеза удачно заменил Дмитрий Ильиных, заработала к концу третьей партии вроде бы решающее преимущество — 22:18, после чего позволила французам сократить отставание до одного очка, но собственные ошибки «трёхцветных» стоили им поражения в партии. В четвёртом сете сборная Франции сразу повела — 6:1, однако усилиями прежде всего Мусэрского и Павлова россиянам удалось быстро выровнять ситуацию, а затем добиться решающего преимущества.
Ареной полуфинальных и финальных матчей чемпионата Европы являлась крытая площадка с временными трибунами на 20 000 зрителей, смонтированная на поле национального стадиона «Паркен» в Копенгагене. Сборная России одержала победы с одинаковым счётом 3:1 над командами Сербии и Италии и впервые в своей истории завоевала золото чемпионата Европы. Самым ценным игроком турнира был признан Дмитрий Мусэрский, лучшими в своих амплуа стали Сергей Гранкин и Алексей Вербов. После чемпионата Андрей Воронков, не заостряя внимания на игровых качествах отдельных исполнителей, говорил о том, что его команда была сильна прежде всего психологическим настроем:
Прежде всего хотел бы выделить командный дух нашей сборной, без которого нам бы не сопутствовал успех. Этот фактор является вершиной работы, которую мы проделали с мая. Следует отдать должное нашим волейболистам, которые после обидного поражения от сборной Германии не дрогнули, а, наоборот, сплотились и в этот сложный период доказали, что являются настоящей командой.
С 10 по 15 ноября в Новогорске национальная команда провела сбор перед заключительным турниром 2013 года — Всемирным Кубком чемпионов. По сравнению с чемпионатом Европы вместо травмированного Алексея Вербова в заявку вошёл Валентин Голубев. Дебютный матч турнира сборной России вновь не удался — поражение от сборной Италии со счётом 1:3. После матчей с Японией и Ираном, в которых россияне в изменённом варианте стартового состава (с Максимом Михайловым и Дмитрием Ильиных) одержали победы со счётом 3:0, команде Воронкова предстоял ключевой поединок с бразильцами, шедшими по турниру без поражений. Матч двух сильнейших команд начала XXI века превратился в захватывающийся спектакль, схожий по сюжету с финалом лондонской Олимпиады. Сборная Бразилии вела со счётом 2:0 в матче и 16:13 в третьей партии, но не устояла перед характером игроков сборной России и искусством её тренера. К этому моменту Воронков поменял почти всю стартовую шестёрку и вышедшие на площадку Евгений Сивожелез, Сергей Макаров, Николай Павлов и Андрей Ащев вместе с Дмитрием Мусэрским и Дмитрием Ильиных, а также проводившим первую официальную игру за сборную либеро Валентином Голубевым, изменили течение матча и добились победы со счётом 3:2 — четвёртой подряд в официальных матчах между этими командами. В заключительный день турнира россияне обыграли сборную США и в итоговой турнирной таблице всё же отстали от бразильцев на одно очко. Подводя итоги турнира получивший очередной приз MVP Дмитрий Мусэрский, вторя главному тренеру, важнейшим качеством сборной назвал несгибаемый характер:
Не нужно было проигрывать в первый день итальянцам. Тогда мы не продемонстрировали свой максимум, в отличие от четырёх последующих матчей, за что и поплатились. Зато в Японии команда проявила характер. Это главная отличительная черта сборной России нынешнего созыва. Мы никогда не сдаёмся.

## Статистика матчей
В 2013 году сборная России провела 26 официальных матчей, из которых 20 выиграла.
| № 1 (537) | 7 июня. Калининград. Россия — Иран — 3:0 (25:21, 25:22, 25:17). Мировая лига. Интерконтинентальный раунд                          |
| Россия: Сергей Макаров, Николай Павлов — 10 (10, 0, 0), Евгений Сивожелез — 10 (8, 0, 2), Дмитрий Ильиных — 15 (12, 3, 0), Андрей Ащев — 5 (2, 1, 2), Дмитрий Мусэрский — 13 (7, 5, 1), Алексей Вербов (л), Сергей Антипкин, Артём Вольвич — 1 (0, 0, 1). Иран: Саид Маруф, Шахрам Махмуди — 11 (9, 1, 1), Фархад Гаеми — 6 (6, 0, 0), Пурыя Фаязи — 2 (2, 0, 0), Мохаммад Мусави — 7 (5, 1, 1), Армин Ташакори — 6 (6, 0, 0), Фархад Зариф (л), Амир Гафур, Мехди Махдави, Адель Голами — 4 (3, 1, 0), Хамзех Зарини — 3 (3, 0, 0). Очки — 75:60 (атака — 39:34, блок — 9:3, подача — 6:2, ошибки соперника — 21:21). Время матча — 1:19. «Янтарный». 2930 зрителей. Отчёт. | |
| № 2 (538) | 8 июня. Калининград. Россия — Иран — 3:1 (25:23, 25:22, 17:25, 25:18). Мировая лига. Интерконтинентальный раунд                   |
| Россия: Сергей Макаров, Николай Павлов — 21 (18, 0, 3), Евгений Сивожелез — 9 (8, 0, 1), Дмитрий Ильиных — 5 (4, 1, 0), Дмитрий Мусэрский — 6 (3, 3, 0), Артём Вольвич — 8 (7, 1, 0), Алексей Вербов (л), Артём Ермаков (л), Сергей Антипкин — 1 (0, 1, 0), Максим Жигалов — 2 (2, 0, 0), Алексей Спиридонов — 5 (5, 0, 0), Андрей Ащев — 2 (1, 1, 0). Иран: Саид Маруф, Амир Гафур — 15 (14, 1, 0), Фархад Гаеми — 4 (3, 1, 0), Хамзех Зарини — 3 (3, 0, 0), Мохаммад Мусави — 9 (4, 5, 0), Армин Ташакори — 4 (2, 1, 1), Фархад Зариф (л), Мехди Махдави, Араш Кешаварзи, Пурыя Фаязи — 8 (5, 2, 1), Адель Голами — 4 (4, 0, 0). Очки — 92:88 (атака — 48:35, блок — 7:10, подача — 4:2, ошибки соперника — 33:41). Время матча — 1:49. «Янтарный». 3310 зрителей. Отчёт.                                                                                           | |
| № 3 (539) | 14 июня. Калининград. Россия — Сербия — 3:0 (29:27, 25:14, 25:20). Мировая лига. Интерконтинентальный раунд                       |
| Россия: Сергей Макаров — 4 (1, 1, 2), Николай Павлов — 16 (11, 1, 4), Евгений Сивожелез — 8 (6, 0, 2), Алексей Спиридонов — 14 (11, 1, 2), Николай Апаликов — 3 (3, 0, 0), Андрей Ащев — 8 (2, 6, 0), Алексей Вербов (л), Илья Жилин — 1 (0, 0, 1). Сербия: Владо Петкович, Александар Атанасиевич — 14 (13, 0, 1), Урош Ковачевич — 5 (4, 1, 0), Неманя Петрич — 11 (10, 0, 1), Драган Станкович — 5 (3, 1, 1), Марко Подрашчанин — 5 (2, 3, 0), Никола Росич (л), Марко Ивович, Сречко Лисинац — 1, Алекса Брджович — 1 (0, 1, 0). Очки — 79:61 (атака — 34:32, блок — 9:6, подача — 11:3, ошибки соперника — 25:20). Время матча — 1:19. «Янтарный». 6260 зрителей. Отчёт. | |
| № 4 (540) | 15 июня. Калининград. Россия — Сербия — 3:2 (25:23, 24:26, 22:25, 25:18, 15:8). Мировая лига. Интерконтинентальный раунд          |
| Россия: Сергей Макаров — 4 (2, 1, 1), Николай Павлов — 22 (20, 1, 1), Евгений Сивожелез — 10 (9, 1, 0), Алексей Спиридонов — 14 (13, 0, 1), Николай Апаликов — 2 (2, 0, 0), Андрей Ащев — 13 (10, 3, 0), Алексей Вербов (л), Максим Жигалов — 1 (1, 0, 0), Сергей Гранкин — 1 (0, 1, 0), Артём Вольвич — 6 (2, 4, 0), Илья Жилин — 1 (1, 0, 0). Сербия: Владо Петкович — 2 (1, 0, 1), Александар Атанасиевич — 15 (15, 0, 0), Никола Ковачевич — 12 (12, 0, 0), Неманя Петрич — 13 (12, 0, 1), Драган Станкович — 11 (6, 4, 1), Марко Подрашчанин — 12 (7, 5, 0), Никола Росич (л), Урош Ковачевич — 2 (2, 0, 0), Марко Ивович — 2 (1, 0, 1), Алекса Брджович, Сречко Лисинац — 1 (0, 1, 0), Саша Старович — 2 (2, 0, 0). Очки — 111:100 (атака — 60:58, блок — 11:10, подача — 3:4, ошибки соперника — 37:28). Время матча — 2:09. «Янтарный». 6070 зрителей. Отчёт. | |
| № 5 (541) | 21 июня. Сургут. Россия — Италия — 1:3 (24:26, 30:28, 20:25, 17:25). Мировая лига. Интерконтинентальный раунд                     |
| Россия: Сергей Макаров, Николай Павлов — 15 (14, 1, 0), Евгений Сивожелез — 10 (8, 0, 2), Алексей Спиридонов — 17 (17, 0, 0), Николай Апаликов — 10 (7, 2, 1), Андрей Ащев — 6 (3, 3, 0), Алексей Вербов (л), Максим Жигалов, Илья Жилин, Сергей Гранкин. Италия: Драган Травица — 4 (1, 2, 1), Иван Зайцев — 28 (24, 3, 1), Симоне Пароди — 12 (10, 1, 1), Кристиан Савани — 19 (17, 1, 1), Томас Беретта — 8 (4, 4, 0), Эмануэле Бирарелли — 10 (5, 5, 0), Андреа Джови (л), Лука Веттори — 1 (0, 0, 1), Маттео Пьяно. Очки — 91:104 (атака — 49:61, блок — 6:16, подача — 3:5, ошибки соперника — 33:22). Время матча — 2:06. «Энергетик». 6080 зрителей. Отчёт. | |
| № 6 (542) | 22 июня. Сургут. Россия — Италия — 3:2 (25:23, 25:23, 26:28, 23:25, 15:12). Мировая лига. Интерконтинентальный раунд              |
| Россия: Сергей Макаров — 2 (0, 2, 0), Николай Павлов — 26 (23, 1, 2), Евгений Сивожелез — 7 (5, 1, 1), Алексей Спиридонов — 16 (14, 1, 1), Николай Апаликов — 9 (7, 2, 0), Андрей Ащев — 14 (6, 8, 0), Алексей Вербов (л), Илья Жилин. Италия: Драган Травица — 5 (2, 0, 3), Иван Зайцев — 25 (24, 1, 0), Симоне Пароди — 15 (13, 1, 1), Кристиан Савани — 4 (4, 0, 0), Томас Беретта — 9 (4, 4, 1), Эмануэле Бирарелли — 13 (8, 4, 1), Андреа Джови (л), Сальваторе Россини (л), Лука Веттори — 8 (7, 1, 0), Микеле Федрицци — 7 (6, 1, 0). Очки — 114:111 (атака — 55:68, блок — 15:12, подача — 4:6, ошибки соперника — 40:25). Время матча — 2:27. «Энергетик». 5280 зрителей. Отчёт. | |
| № 7 (543) | 28 июня. Гавана. Куба — Россия — 0:3 (20:25, 23:25, 23:25). Мировая лига. Интерконтинентальный раунд                              |
| Куба: Леандро Масиас, Йордан Биссет — 14 (11, 0, 3), Роландо Сепеда — 11 (8, 2, 1), Лазаро Райдель Фундора — 4 (3, 0, 1), Давид Фьель — 6 (4, 2, 0), Исбель Меса — 9 (7, 2, 0), Кейбель Гутьеррес (л), Густаво Лейва, Лиан Сем Эстрада, Дангер Кинтана, Абрахан Альфонсо — 9 (7, 2, 0). Россия: Сергей Макаров, Николай Павлов — 21 (19, 0, 2), Евгений Сивожелез — 2 (2, 0, 0), Алексей Спиридонов — 12 (10, 2, 0), Николай Апаликов — 12 (4, 6, 2), Андрей Ащев, Алексей Вербов (л), Артём Ермаков (л), Артём Вольвич — 7 (2, 5, 0), Илья Жилин. Очки — 66:75 (атака — 40:37, блок — 8:13, подача — 5:4, ошибки соперника — 13:21). Время матча — 1:22. Ciudad Deportiva. 5000 зрителей. Отчёт. | |
| № 8 (544) | 29 июня. Гавана. Куба — Россия — 3:1 (25:23, 20:25, 25:20, 25:22). Мировая лига. Интерконтинентальный раунд                       |
| Куба: Леандро Масиас — 2 (1, 1, 0), Йордан Биссет — 19 (14, 2, 3), Роландо Сепеда — 16 (15, 1, 0), Абрахан Альфонсо — 15 (12, 3, 0), Давид Фьель — 7 (5, 2, 0), Исбель Меса — 11 (6, 5, 0), Кейбель Гутьеррес (л), Густаво Лейва, Хавьер Эрнесто Хименес, Дангер Кинтана, Лиан Сем Эстрада. Россия: Сергей Макаров — 2 (1, 1, 0), Николай Павлов — 19 (19, 0, 0), Евгений Сивожелез — 9 (6, 0, 3), Алексей Спиридонов — 1 (1, 0, 0), Николай Апаликов — 4 (2, 2, 0), Артём Вольвич — 6 (4, 1, 1), Алексей Вербов (л), Сергей Гранкин — 4 (2, 1, 1), Дмитрий Ильиных — 11 (8, 2, 1), Илья Жилин, Андрей Ащев. Очки — 95:90 (атака — 53:43, блок — 14:7, подача — 3:6, ошибки соперника — 25:34). Время матча — 1:51. Ciudad Deportiva. 6000 зрителей. Отчёт. | |
| № 9 (545) | 5 июля. Франкфурт-на-Майне. Германия — Россия — 2:3 (25:21, 25:18, 22:25, 16:25, 7:15). Мировая лига. Интерконтинентальный раунд  |
| Германия: Лукас Кампа — 1 (0, 1, 0), Йохен Шёпс — 16 (14, 0, 2), Кристиан Фромм — 14 (13, 0, 1), Денис Калиберда — 18 (15, 2, 1), Маркус Бёме — 10 (4, 5, 1), Филипп Коллин — 6 (4, 2, 0), Фердинанд Тилле (л), Маркус Штойервальд, Симон Хирш — 1 (1, 0, 0), Патрик Штойервальд, Дирк Вестфал — 1 (1, 0, 0), Тим Бросхог. Россия: Сергей Макаров — 3 (1, 2, 0), Николай Павлов — 29 (27, 2, 0), Евгений Сивожелез — 7 (4, 0, 3), Алексей Спиридонов — 12 (10, 2, 0), Николай Апаликов — 11 (6, 3, 2), Дмитрий Мусэрский — 16 (10, 5, 1), Алексей Вербов (л), Артём Ермаков (л), Илья Жилин — 6 (5, 1, 0), Сергей Гранкин. Очки — 95:104 (атака — 52:63, блок — 10:15, подача — 5:6, ошибки соперника — 28:20). Время матча — 2:08. Fraport Arena. 2600 зрителей. Отчёт.                                                                                              | |
| № 10 (546) | 6 июля. Франкфурт-на-Майне. Германия — Россия — 3:2 (25:21, 25:21, 18:25, 23:25, 18:16). Мировая лига. Интерконтинентальный раунд |
| Германия: Лукас Кампа — 3 (0, 3, 0), Йохен Шёпс — 17 (16, 1, 0), Кристиан Фромм — 16 (12, 2, 2), Денис Калиберда — 24 (23, 1, 0), Маркус Бёме — 12 (4, 6, 2), Филипп Коллин — 6 (3, 0, 3), Фердинанд Тилле (л), Маркус Штойервальд, Симон Хирш, Патрик Штойервальд, Тим Бросхог. Россия: Сергей Макаров, Николай Павлов — 22 (20, 0, 2), Евгений Сивожелез — 6 (4, 0, 2), Алексей Спиридонов — 21 (18, 1, 2), Николай Апаликов — 8 (5, 3, 0), Дмитрий Мусэрский — 16 (9, 6, 1), Артём Ермаков (л), Алексей Вербов (л), Сергей Гранкин — 1 (0, 1, 0), Илья Жилин — 11 (7, 2, 2). Очки — 109:108 (атака — 58:63, блок — 13:13, подача — 7:9, ошибки соперника — 31:23). Время матча — 2:18. Fraport Arena. 3200 зрителей. Отчёт. | |
| № 11 (547) | 17 июля. Мар-дель-Плата. Бразилия — Россия — 2:3 (17:25, 25:23, 25:22, 19:25, 11:15). Мировая лига. Финальный раунд               |
| Бразилия: Бруно — 3 (2, 1, 0), Леандро Висото — 6 (5, 1, 0), Рикардо Лукарелли — 13 (10, 1, 2), Данте — 9 (6, 3, 0), Эдер — 8 (5, 3, 0), Лукас — 13 (7, 6, 0), Марио (л), Уоллес — 13 (11, 2, 0), Вильям, Исак, Липе — 1 (1, 0, 0), Маурисио Боржес — 2 (2, 0, 0). Россия: Сергей Макаров — 1 (0, 1, 0), Николай Павлов — 27 (25, 2, 0), Евгений Сивожелез — 4 (2, 1, 1), Алексей Спиридонов — 12 (11, 1, 0), Николай Апаликов — 6 (4, 2, 0), Дмитрий Мусэрский — 14 (9, 3, 2), Алексей Вербов (л), Сергей Гранкин — 2 (1, 1, 0), Максим Михайлов, Илья Жилин — 8 (3, 2, 3), Андрей Ащев. Очки — 97:110 (атака — 49:55, блок — 17:13, подача — 2:6, ошибки соперника — 29:36). Время матча — 2:03. Estadio Islas Malvinas. 2800 зрителей. Отчёт. | |
| № 12 (548) | 18 июля. Мар-дель-Плата. Россия — Канада — 2:3 (25:20, 25:21, 23:25, 21:25, 11:15). Мировая лига. Финальный раунд                 |
| Россия: Сергей Гранкин, Николай Павлов — 17 (17, 0, 0), Евгений Сивожелез — 17 (16, 1, 0), Алексей Спиридонов — 18 (17, 1, 0), Николай Апаликов — 11 (8, 2, 1), Дмитрий Мусэрский — 19 (15, 4, 0), Артём Ермаков (л), Максим Михайлов — 1 (1, 0, 0), Илья Жилин, Андрей Ащев, Сергей Макаров. Канада: Дастин Шнайдер — 3 (0, 1, 2), Даллас Суниас — 8 (7, 0, 1), Джон Гордон Перрин — 20 (19, 1, 0), Фредерик Винтерс — 11 (10, 0, 1), Руди Верхоефф — 10 (5, 3, 2), Джастин Дафф — 5 (3, 2, 0), Дэниел Льюис (л), Джошуа Ховартсон, Гэвин Шмитт — 13 (12, 1, 0), Адам Симак — 5 (1, 3, 1), Грэхэм Виграсс — 1 (0, 1, 0). Очки — 105:106 (атака — 74:57, блок — 8:12, подача — 1:7, ошибки соперника — 22:30). Время матча — 2:07. Estadio Islas Malvinas. 1800 зрителей. Отчёт.                                                                                      | |
| № 13 (549) | 20 июля. Мар-дель-Плата. Италия — Россия — 1:3 (12:25, 23:25, 26:24, 20:25). Мировая лига. Финальный раунд. 1/2 финала            |
| Италия: Драган Травица — 1 (1, 0, 0), Иван Зайцев — 17 (16, 0, 1), Симоне Пароди — 12 (11, 1, 0), Кристиан Савани — 8 (6, 1, 1), Томас Беретта — 5 (4, 1, 0), Эмануэле Бирарелли — 11 (8, 2, 1), Андреа Джови (л), Сальваторе Россини (л), Филиппо Ланца, Маттео Пьяно, Лука Веттори. Россия: Сергей Гранкин — 4 (1, 3, 0), Николай Павлов — 21 (19, 2, 0), Евгений Сивожелез — 12 (10, 1, 1), Алексей Спиридонов — 14 (12, 1, 1), Николай Апаликов — 9 (5, 2, 2), Дмитрий Мусэрский — 12 (10, 1, 1), Алексей Вербов (л), Илья Жилин — 2 (1, 0, 1), Сергей Макаров. Очки — 81:99 (атака — 46:58, блок — 5:10, подача — 3:6, ошибки соперника — 27:25). Время матча — 1:47. Estadio Islas Malvinas. 3000 зрителей. Отчёт. | |
| № 14 (550) | 21 июля. Мар-дель-Плата. Россия — Бразилия — 3:0 (25:23, 25:19, 25:19). Мировая лига. Финальный раунд. Финал                      |
| Россия: Сергей Гранкин — 1 (0, 0, 1), Николай Павлов — 22 (20, 2, 0), Евгений Сивожелез — 14 (10, 0, 4), Алексей Спиридонов — 5 (4, 1, 0), Николай Апаликов — 5 (4, 1, 0), Дмитрий Мусэрский — 11 (8, 3, 0), Алексей Вербов (л), Артём Ермаков (л), Максим Михайлов, Илья Жилин. Бразилия: Бруно — 1 (1, 0, 0), Уоллес — 6 (5, 1, 0), Рикардо Лукарелли — 8 (8, 0, 0), Данте — 5 (5, 0, 0), Исак — 4 (2, 1, 1), Лукас — 2 (2, 0, 0), Марио (л), Леандро Висото — 6 (5, 0, 1), Вильям, Маурисио Боржес — 3 (3, 0, 0). Очки — 75:61 (атака — 46:31, блок — 7:2, подача — 5:2, ошибки соперника — 17:26). Время матча — 1:24. Estadio Islas Malvinas. 4500 зрителей. Отчёт. | |
| № 15 (551) | 20 сентября. Гдыня. Россия — Германия — 0:3 (20:25, 23:25, 19:25). Чемпионат Европы. Предварительный этап                         |
| Россия: Сергей Гранкин — 1 (1, 0, 0), Николай Павлов — 10 (9, 1, 0), Евгений Сивожелез — 1 (1, 0, 0), Алексей Спиридонов — 4 (3, 1, 0), Николай Апаликов — 6 (4, 2, 0), Дмитрий Мусэрский — 11 (9, 1, 1), Алексей Вербов (л), Артём Ермаков (л), Дмитрий Ильиных — 4 (4, 0, 0), Сергей Макаров — 1 (1, 0, 0), Максим Михайлов — 2 (2, 0, 0). Германия: Лукас Кампа — 4 (1, 1, 2), Георг Грозер — 21 (15, 3, 3), Кристиан Фромм — 13 (12, 1, 0), Денис Калиберда — 7 (7, 0, 0), Тим Бросхог — 8 (4, 3, 1), Филипп Коллин — 5 (3, 2, 0), Фердинанд Тилле (л), Маркус Штойервальд, Маркус Бёме, Симон Тишер. Очки — 62:75 (атака — 34:42, блок — 5:10, подача — 1:6, ошибки соперника — 22:17). Время матча — 1:20. Hala Sportowo-Widowiskowa Gdynia. 1200 зрителей. Отчёт.                                                                                              | |
| № 16 (552) | 21 сентября. Гдыня. Россия — Чехия — 3:0 (25:22, 25:17, 25:10). Чемпионат Европы. Предварительный этап                            |
| Россия: Сергей Гранкин, Николай Павлов — 10 (6, 2, 2), Евгений Сивожелез — 6 (5, 0, 1), Алексей Спиридонов — 9 (8, 1, 0), Николай Апаликов — 6 (5, 1, 0), Дмитрий Мусэрский — 12 (6, 2, 4), Алексей Вербов (л), Сергей Макаров, Максим Михайлов — 6 (5, 1, 0), Дмитрий Ильиных. Чехия: Онджей Боула — 1 (0, 1, 0), Давид Конечный, Онджей Гудечек — 4 (4, 0, 0), Ян Штокр — 5 (5, 0, 0), Алеш Голубец — 5 (3, 2, 0), Томас Широкий — 8 (4, 3, 1), Вацлав Копачек (л), Михал Фингер — 5 (4, 1, 0), Томаш Гиский, Камил Баранек — 5 (5, 0, 0), Лукаш Тихачек. Очки — 75:49 (атака — 36:27, блок — 7:7, подача — 7:1, ошибки соперника — 25:14). Время матча — 1:13. Hala Sportowo-Widowiskowa Gdynia. 1000 зрителей. Отчёт. | |
| № 17 (553) | 22 сентября. Гдыня. Болгария — Россия — 1:3 (19:25, 25:23, 14:25, 19:25). Чемпионат Европы. Предварительный этап                  |
| Болгария: Георгий Братоев — 2 (1, 1, 0), Цветан Соколов — 20 (16, 1, 3), Валентин Братоев — 6 (5, 1, 0), Тодор Алексиев — 12 (12, 0, 0), Виктор Йосифов — 3 (2, 1, 0), Теодор Тодоров — 6 (2, 4, 0), Теодор Салпаров (л), Николай Пенчев — 10 (10, 0, 0), Светослав Гоцев — 3 (2, 0, 1), Данаил Милушев. Россия: Сергей Гранкин — 2 (2, 0, 0), Николай Павлов — 20 (14, 1, 5), Евгений Сивожелез — 17 (13, 2, 2), Алексей Спиридонов — 7 (6, 1, 0), Николай Апаликов — 5 (3, 1, 1), Дмитрий Мусэрский — 21 (9, 6, 6), Алексей Вербов (л), Сергей Макаров, Максим Михайлов — 3 (2, 1, 0), Дмитрий Ильиных — 1 (0, 1, 0). Очки — 77:98 (атака — 50:49, блок — 7:13, подача — 5:14, ошибки соперника — 15:22). Время матча — 1:45. Hala Sportowo-Widowiskowa Gdynia. 3000 зрителей. Отчёт.                                                                               | |
| № 18 (554) | 22 сентября. Гданьск — Сопот. Россия — Словакия — 3:0 (25:20, 25:14, 25:21). Чемпионат Европы. 1/8 финала                         |
| Россия: Сергей Гранкин — 1 (0, 1, 0), Николай Павлов — 17 (14, 1, 2), Евгений Сивожелез — 10 (6, 0, 4), Алексей Спиридонов — 9 (6, 0, 3), Николай Апаликов — 9 (6, 2, 1), Дмитрий Мусэрский — 12 (6, 4, 2), Алексей Вербов (л), Максим Михайлов. Словакия: Юрай Затько, Милан Бенч — 10 (8, 1, 1), Матей Патак — 2 (2, 0, 0), Штефан Хртянский — 8 (6, 1, 1), Эмануэл Когут — 9 (6, 2, 1), Томаш Кметь — 4 (3, 1, 0), Роман Ондрушек (л), Роберт Гупка, Мартин Немец — 2 (1, 1, 0), Михал Масный — 1 (0, 1, 0), Франтишек Огурчак — 1 (1, 0, 0). Очки — 75:55 (атака — 38:27, блок — 8:7, подача — 12:3, ошибки соперника — 17:18). Время матча — 1:08. Ergo Arena. 1500 зрителей. Отчёт. | |
| № 19 (555) | 25 сентября. Гданьск — Сопот. Франция — Россия — 1:3 (17:25, 25:17, 22:25, 21:25). Чемпионат Европы. 1/4 финала                   |
| Франция: Бенжамин Тонутти, Антонен Рузье — 7 (5, 2, 0), Жюльен Линель — 15 (13, 0, 2), Эрвин Нгапет — 22 (21, 1, 0), Жераль Арди-Дессурс — 1 (1, 0, 0), Кевин Ле Ру — 4 (3, 1, 0), Женя Гребенников (л), Рафаэл Редвиц, Мори Сидибе — 8 (7, 0, 1), Николас Ле Гофф — 3 (3, 0, 0). Россия: Сергей Гранкин — 4 (1, 3, 0), Николай Павлов — 18 (17, 1, 0), Евгений Сивожелез — 4 (1, 1, 2), Алексей Спиридонов — 10 (9, 0, 1), Николай Апаликов — 4 (2, 1, 1), Дмитрий Мусэрский — 18 (12, 3, 3), Алексей Вербов (л), Артём Ермаков (л), Сергей Макаров, Дмитрий Ильиных — 11 (7, 3, 1), Максим Михайлов — 1 (1, 0, 0). Очки — 85:92 (атака — 53:50, блок — 4:12, подача — 3:8, ошибки соперника — 25:22). Время матча — 1:40. Ergo Arena. 3350 зрителей. Отчёт. | |
| № 20 (556) | 28 сентября. Копенгаген. Сербия — Россия — 1:3 (19:25, 26:24, 23:25, 15:25). Чемпионат Европы. 1/2 финала                         |
| Сербия: Никола Йовович — 2 (1, 0, 1), Александар Атанасиевич — 13 (12, 0, 1), Никола Ковачевич — 3 (3, 0, 0), Милош Никич — 13 (10, 3, 0), Марко Подрашчанин — 7 (4, 3, 0), Сречко Лисинац — 8 (5, 3, 0), Никола Росич (л), Саша Старович, Марко Ивович — 7 (7, 0, 0), Неманя Петрич — 3 (3, 0, 0). Россия: Сергей Гранкин — 2 (1, 0, 1), Николай Павлов — 19 (16, 3, 0), Евгений Сивожелез — 14 (11, 2, 1), Алексей Спиридонов — 10 (9, 1, 0), Николай Апаликов — 12 (7, 3, 2), Дмитрий Мусэрский — 17 (9, 7, 1), Алексей Вербов (л), Максим Михайлов, Сергей Макаров. Очки — 83:99 (атака — 45:53, блок — 9:16, подача — 2:5, ошибки соперника — 27:25). Время матча — 1:47. Parken. 5000 зрителей. Отчёт. | |
| № 21 (557) | 29 сентября. Копенгаген. Россия — Италия — 3:1 (25:20, 25:22, 22:25, 25:17). Чемпионат Европы. Финал                              |
| Россия: Сергей Гранкин — 1 (0, 1, 0), Николай Павлов — 16 (14, 1, 1), Евгений Сивожелез — 13 (13, 0, 0), Алексей Спиридонов — 4 (4, 0, 0), Николай Апаликов — 8 (3, 3, 2), Дмитрий Мусэрский — 15 (8, 5, 2), Алексей Вербов (л), Максим Михайлов, Дмитрий Ильиных — 8 (7, 1, 0). Италия: Драган Травица — 7 (4, 3, 0), Лука Веттори — 21 (19, 1, 1), Симоне Пароди — 4 (3, 1, 0), Иван Зайцев — 4 (3, 0, 1), Томас Беретта — 4 (4, 0, 0), Эмануэле Бирарелли — 11 (8, 1, 2), Сальваторе Россини (л), Андреа Джови, Кристиан Савани — 9 (9, 0, 0). Очки — 97:84 (атака — 49:50, блок — 11:6, подача — 5:4, ошибки соперника — 32:24). Время матча — 1:58. Parken. 7000 зрителей. Отчёт. | |
| № 22 (558) | 19 ноября. Киото. Италия — Россия — 3:1 (28:26, 25:20, 19:25, 27:25). Всемирный Кубок чемпионов                                   |
| Италия: Драган Травица — 4 (1, 2, 1), Иван Зайцев — 20 (18, 1, 1), Иржи Коварж — 9 (8, 0, 1), Филиппо Ланца — 13 (13, 0, 0), Маттео Пьяно — 7 (3, 3, 1), Эмануэле Бирарелли — 9 (6, 3, 0), Сальваторе Россини (л), Людовико Дольфо, Томас Беретта — 1 (1, 0, 0). Россия: Сергей Гранкин — 2 (0, 1, 1), Николай Павлов — 11 (11, 0, 0), Евгений Сивожелез — 4 (4, 0, 0), Алексей Спиридонов — 12 (11, 1, 0), Николай Апаликов — 7 (4, 1, 2), Дмитрий Мусэрский — 17 (16, 1, 0), Артём Ермаков (л), Максим Михайлов — 6 (6, 0, 0), Дмитрий Ильиных — 8 (6, 2, 0). Очки — 99:96 (атака — 50:58, блок — 9:6, подача — 4:3, ошибки соперника — 36:29). Время матча — 1:49. Kyoto Prefectural Gymnasium. 700 зрителей. Отчёт. | |
| № 23 (559) | 20 ноября. Киото. Россия — Япония — 3:0 (25:16, 25:17, 25:18). Всемирный Кубок чемпионов                                          |
| Россия: Сергей Гранкин — 4 (1, 3, 0), Максим Михайлов — 9 (6, 2, 1), Алексей Спиридонов — 10 (9, 0, 1), Дмитрий Ильиных — 12 (9, 3, 0), Николай Апаликов — 6 (4, 1, 1), Дмитрий Мусэрский — 7 (2, 3, 2), Артём Ермаков (л), Андрей Ащев — 6 (3, 3, 0). Япония: Сун Имамура — 1 (0, 0, 1), Юсукэ Исидзима — 1 (1, 0, 0), Тацуя Фукудзава — 1 (1, 0, 0), Ю Косикава — 7 (7, 0, 0), Кадзуёси Ёкота — 3 (3, 0, 0), Ёсихико Мацумото — 1 (0, 1, 0), Такэси Нагано (л), Сигэру Кондо — 2 (1, 0, 1), Кунихиро Симидзу — 14 (11, 3, 0), Юта Ёнэяма — 3 (3, 0, 0), Сого Тоимото — 1 (0, 1, 0). Очки — 75:51 (атака — 34:27, блок — 15:5, подача — 5:2, ошибки соперника — 21:17). Время матча — 1:19. Kyoto Prefectural Gymnasium. 4370 зрителей. Отчёт. | |
| № 24 (560) | 22 ноября. Токио. Иран — Россия — 0:3 (23:25, 23:25, 19:25). Всемирный Кубок чемпионов                                            |
| Иран: Саид Маруф — 2 (1, 1, 0), Шахрам Махмуди — 11 (10, 0, 1), Фархад Гаеми — 8 (7, 1, 0), Мойтаба Мирзаянпур — 13 (11, 1, 1), Мохаммад Мусави — 4 (2, 2, 0), Адель Голами — 6 (4, 2, 0), Фархад Зариф (л), Мехди Махдави, Хамзех Зарини, Рахман Давуди. Россия: Сергей Гранкин, Максим Михайлов — 19 (17, 1, 1), Алексей Спиридонов — 6 (5, 1, 0), Дмитрий Ильиных — 9 (9, 0, 0), Николай Апаликов — 7 (2, 3, 2), Дмитрий Мусэрский — 12 (10, 1, 1), Артём Ермаков (л). Очки — 65:75 (атака — 35:43, блок — 7:6, подача — 2:4, ошибки соперника — 21:22). Время матча — 1:13. Tokyo Metropolitan Gymnasium. 1000 зрителей. Отчёт. | |
| № 25 (561) | 23 ноября. Токио. Россия — Бразилия — 3:2 (20:25, 22:25, 25:21, 25:17, 15:9). Всемирный Кубок чемпионов                           |
| Россия: Сергей Гранкин — 1 (0, 1, 0), Максим Михайлов — 11 (9, 2, 0), Алексей Спиридонов — 1 (1, 0, 0), Дмитрий Ильиных — 21 (15, 4, 2), Николай Апаликов — 1 (1, 0, 0), Дмитрий Мусэрский — 20 (15, 2, 3), Артём Ермаков (л), Валентин Голубев (л), Евгений Сивожелез — 7 (4, 1, 2), Андрей Ащев — 7 (3, 4, 0), Николай Павлов — 10 (9, 1, 0), Сергей Макаров. Бразилия: Бруно — 2 (0, 1, 1), Уоллес — 21 (18, 2, 1), Рикардо Лукарелли — 14 (13, 1, 0), Маурисио Боржес — 10 (8, 1, 1), Сидан — 10 (7, 2, 1), Лукас — 13 (6, 2, 5), Марио (л), Эвандро — 1 (1, 0, 0), Рафаэл, Маурисио Соуза, Липе — 1 (1, 0, 0). Очки — 107:97 (атака — 57:54, блок — 15:9, подача — 7:9, ошибки соперника — 28:25). Время матча — 2:02. Tokyo Metropolitan Gymnasium. 4000 зрителей. Отчёт.                                                                                       | |
| № 26 (562) | 24 ноября. Токио. США — Россия — 0:3 (27:29, 22:25, 19:25). Всемирный Кубок чемпионов                                             |
| США: Мика Кристенсон — 2 (2, 0, 0), Мэттью Андерсон — 14 (10, 1, 3), Шон Руни — 7 (6, 1, 0), Уильям Придди — 7 (6, 0, 1), Дэвид Ли — 5 (5, 0, 0), Максвелл Холт — 8 (6, 1, 1), Эрик Содзи (л), Кавика Содзи, Джеффри Мензель — 5 (4, 1, 0). Россия: Сергей Гранкин, Николай Павлов — 9 (9, 0, 0), Евгений Сивожелез — 11 (8, 3, 0), Дмитрий Ильиных — 13 (8, 5, 0), Николай Апаликов — 8 (3, 2, 3), Дмитрий Мусэрский — 11 (7, 2, 2), Валентин Голубев (л). Очки — 68:79 (атака — 39:35, блок — 4:9, подача — 5:8, ошибки соперника — 20:27). Время матча — 1:22. Tokyo Metropolitan Gymnasium. 3600 зрителей. Отчёт. | |

## Неофициальные матчи
| Мемориал Вагнера в Плоцке |
| 6 сентября. Россия — Германия — 3:0 (25:15, 25:19, 25:22) Россия: Сергей Гранкин, Николай Павлов — 5, Евгений Сивожелез — 6, Алексей Спиридонов — 9, Андрей Ащев — 6, Дмитрий Мусэрский — 12, Алексей Вербов (л), Артём Ермаков (л), Сергей Макаров, Дмитрий Ильиных — 8, Максим Михайлов — 8. Германия: Симон Тишер — 2, Йохен Шёпс — 16, Себастьян Шварц — 6, Бьёрн Хёне — 5, Маркус Бёме — 7, Филипп Коллин — 6, Фердинанд Тилле (л), Маркус Штойервальд (л), Кристиан Фромм — 1, Лукас Кампа. Время матча — 1:13.                                                                                     |
| 7 сентября. Россия — Нидерланды — 0:3 (22:25, 21:25, 19:25) Россия: Сергей Макаров — 2, Николай Павлов — 16, Денис Бирюков — 9, Илья Жилин — 6, Николай Апаликов — 2, Артём Вольвич — 4, Алексей Вербов (л), Сергей Гракин, Алексей Спиридонов, Андрей Ащев, Дмитрий Ильиных. Нидерланды: Нимир Абдель-Азиз, Нильс Клапвейк — 16, Йелте Маан — 4, Йерун Раувердинк — 13, Витзе Койстра — 11, Томас Кулевейн — 6, Гейс Йорна (л), Тейс Тер Хорст. Время матча — 1:17. |
| 8 сентября. Россия — Польша — 3:1 (25:19, 25:20, 22:25, 25:18) Россия: Сергей Гранкин — 1, Николай Павлов — 17, Евгений Сивожелез — 12, Алексей Спиридонов — 9, Андрей Ащев — 2, Дмитрий Мусэрский — 18, Алексей Вербов (л), Илья Жилин — 1, Дмитрий Ильиных — 2, Максим Михайлов — 4, Сергей Макаров. Польша: Лукаш Жигадло, Гжегож Босек — 2, Михал Винярский — 11, Михал Кубяк — 12, Пётр Новаковский — 7, Марцин Можджонек — 9, Павел Заторский (л), Войцех Влодарчик, Якуб Ярош — 17, Фабьян Джизга, Анджей Врона — 1, Дамьян Войташек. Время матча — 1:43.                                          |
| Товарищеские матчи |
| 1 июня. Москва. Россия — Бразилия — 1:3 (17:25, 17:25, 25:23, 23:25), дополнительный сет — 25:22 Россия: Сергей Макаров — 1, Николай Павлов — 15, Евгений Сивожелез — 5, Дмитрий Ильиных — 7, Андрей Ащев — 11, Артём Вольвич — 5, Алексей Вербов (л), Артём Ермаков (л), Сергей Антипкин — 1, Алексей Спиридонов — 16, Максим Жигалов — 4, Илья Жилин — 5. Бразилия: Бруно, Леандро Висото — 8, Рикардо Лукарелли — 11, Данте — 8, Эдер — 9, Маурисио Соуза — 6, Алан (л), Марио (л), Исак — 8, Уоллес — 7, Вильям, Тьяго — 8, Липе — 7, Ренан — 6, Маурисио Боржес — 4.                                 |
| 2 июня. Москва. Россия — Бразилия — 1:3 (20:25, 20:25, 25:19, 17:25), дополнительный сет — 25:20 Россия: Сергей Макаров — 1, Николай Павлов — 16, Евгений Сивожелез — 9, Дмитрий Ильиных — 7, Андрей Ащев — 9, Артём Вольвич — 12, Алексей Вербов (л), Артём Ермаков (л), Сергей Антипкин — 1, Алексей Спиридонов — 10, Максим Жигалов — 5, Илья Жилин — 3. Бразилия: Бруно — 1, Леандро Висото — 21, Рикардо Лукарелли — 14, Данте — 12, Эдер — 11, Маурисио Соуза — 4, Алан (л), Марио (л), Исак — 9, Уоллес — 7, Вильям — 1, Липе — 2, Ренан.                                                          |
| 28 августа. Москва. Россия — Иран — 0:3 (23:25, 17:25, 21:25), дополнительные сеты — 25:19, 20:25. |
| 29 августа. Москва. Россия — Иран — 1:3 (25:20, 23:25, 39:41, 23:25) |
| 30 августа. Москва. Россия — Иран — 3:0 (25:21, 25:23, 25:23), дополнительный сет — 25:15. |
| 16 сентября. Братислава. Словакия — Россия — 0:3 (17:25, 22:25, 19:25), дополнительный сет — 25:20 |
| 17 сентября. Братислава. Словакия — Россия — 0:3 (20:25, 17:25, 20:25), дополнительный сет — 25:21 Словакия: Михал Масный — 1, Мартин Немец — 12, Матей Патак — 11, Штефан Хртянский — 11, Эмануэл Когут — 5, Томаш Кметь — 8, Роман Ондрушек (л), Милан Бенч — 12, Роберт Гупка — 1, Юрай Затько, Михал Грушка, Филип Гавенда. Россия: Сергей Гранкин — 3, Николай Павлов — 7, Евгений Сивожелез — 8, Алексей Спиридонов — 9, Николай Апаликов — 7, Дмитрий Мусэрский — 10, Артём Ермаков (л), Илья Жилин — 3, Максим Михайлов — 9, Сергей Макаров, Андрей Ащев — 4, Артём Вольвич, Дмитрий Ильиных — 7. |

## Игроки сборной в 2013 году
| Игрок              | Год рождения | Амплуа       | Клуб                    | Турниры и игры | Турниры и игры | Турниры и игры | Всего матчей | Очки              |
| Игрок              | Год рождения | Амплуа       | Клуб                    | МЛ             | ЧЕ             | КЧ             | Всего матчей | Очки              |
| ------------------ | ------------ | ------------ | ----------------------- | -------------- | -------------- | -------------- | ------------ | ----------------- |
| Сергей Антипкин    | 1986         | связующий    | «Грозный»               | 2 (—)          |                |                | 2            | 1 (0, 1, 0)       |
| Николай Апаликов   | 1982         | блокирующий  | «Зенит»                 | 12 (12)        | 7 (7)          | 5 (5)          | 24           | 169 (101, 45, 23) |
| Андрей Ащев        | 1983         | блокирующий  | «Урал», «Динамо» Кр     | 10 (6)         |                | 2              | 12           | 61 (30, 29, 2)    |
| Алексей Вербов     | 1982         | либеро       | «Урал», «Зенит»         | 13             | 7              |                | 20           |                   |
| Артём Вольвич      | 1990         | блокирующий  | «Локомотив»             | 5 (2)          |                |                | 5            | 28 (15, 11, 2)    |
| Валентин Голубев   | 1992         | либеро       | «Локомотив»             |                |                | 2              | 2            |                   |
| Сергей Гранкин     | 1985         | связующий    | «Динамо» М              | 9 (3)          | 7 (7)          | 5 (5)          | 21           | 31 (10, 17, 4)    |
| Артём Ермаков      | 1982         | либеро       | «Белогорье», «Динамо» М | 7              | 2              | 4              | 13           |                   |
| Максим Жигалов     | 1989         | диагональный | «Белогорье»             | 3 (—)          |                |                | 3            | 3 (3, 0, 0)       |
| Илья Жилин         | 1985         | доигровщик   | «Локомотив»             | 12 (—)         |                |                | 12           | 29 (17, 5, 7)     |
| Дмитрий Ильиных    | 1987         | доигровщик   | «Белогорье»             | 3 (2)          | 5 (—)          | 5 (4)          | 13           | 118 (89, 25, 4)   |
| Сергей Макаров     | 1980         | связующий    | «Белогорье», «Кузбасс»  | 13 (11)        | 5 (—)          | 1 (—)          | 19           | 17 (6, 8, 3)      |
| Максим Михайлов    | 1988         | диагональный | «Зенит»                 | 3 (—)          | 7 (—)          | 4 (3)          | 14           | 58 (49, 7, 2)     |
| Дмитрий Мусэрский  | 1988         | блокирующий  | «Белогорье»             | 8 (8)          | 7 (7)          | 5 (5)          | 20           | 280 (180, 67, 33) |
| Николай Павлов     | 1982         | диагональный | «Губерния»              | 14 (14)        | 7 (7)          | 3 (2)          | 24           | 428 (381, 23, 24) |
| Евгений Сивожелез  | 1986         | доигровщик   | «Зенит»                 | 14 (14)        | 7 (7)          | 3 (2)          | 24           | 212 (164, 11, 37) |
| Алексей Спиридонов | 1988         | доигровщик   | «Урал», «Факел»         | 13 (12)        | 7 (7)          | 4 (4)          | 24           | 243 (214, 17, 12) |